# Rhynchium rubropictum
Rhynchium rubropictum är en stekelart som beskrevs av Smith 1861. Rhynchium rubropictum ingår i släktet Rhynchium och familjen Eumenidae.

## Underarter
Arten delas in i följande underarter:
- R. r. nigriventre
- R. r. tenimberense